# Saint-Bonnet-le-Courreau
Saint-Bonnet-le-Courreau település Franciaországban, Loire megyében. Lakosainak száma 683 fő (2022. január 1.). Saint-Bonnet-le-Courreau Job, Saint-Anthème, Valcivières, Châtelneuf, Marcilly-le-Châtel, Marcoux, Pralong, Roche-en-Forez, Saint-Georges-en-Couzan és Sauvain községekkel határos.

## Népesség
A település népessége az elmúlt években az alábbi módon változott:
| Lakosok száma | 1006 | 899  | 805  | 729  | 723  | 699  | 687  | 688  | 689  | 683  |
|               | 1968 | 1982 | 1990 | 2006 | 2013 | 2015 | 2017 | 2019 | 2020 | 2022 |